# Aziatic
Albums de AZ
9 Lives
(2001) Decade 1994–2004
(2004)
Singles
1. I'm Back
Sortie : 18 septembre 2001
2. Take It Off
Sortie : 7 mars 2002

Aziatic est le quatrième album studio d'AZ, sorti le 11 juin 2002.
Cet album, considéré comme celui du comeback d'AZ, a été très bien accueilli par la critique. Il comprend un duo, The Essence, avec Nas, son ami et collaborateur de longue date, qui a été nommé aux Grammy Awards 2003 dans la catégorie « meilleure prestation rap pour un duo ou un groupe ».
L'album s'est classé 5e au Top R&B/Hip-Hop Albums et 29e au Billboard 200.

## Liste des titres
| No  | Titre                                                              | Contient un (des) sample(s) de                                 | Durée |
| --- | ------------------------------------------------------------------ | -------------------------------------------------------------- | ----- |
| 1.  | Once Again (Produit par DR Period)                                 | Welcome Back de John Sebastian                                 | 2:38  |
| 2.  | A-1 Performance (Produit par Portiay)                              | She Can Wait Forever de George Duke                            | 3:53  |
| 3.  | Wanna Be There (Produit par Chop D.I.E.S.E.L.)                     | I Just Want to Be There de Ronnie Dyson                        | 3:55  |
| 4.  | Take It Off (Produit par L.E.S.)                                   |                                                                | 4:23  |
| 5.  | The Essence (featuring Nas – Produit par Baby Paul)                | Musical Love des Mary Jane Girls                               | 3:29  |
| 6.  | Hands in the Air (featuring DJ Rogers Jr. – Produit par Precision) |                                                                | 4:14  |
| 7.  | Fan Mail (Produit par Miller Time)                                 | Each Day I Cry a Little d'Eddie Kendricks                      | 3:36  |
| 8.  | Paradise (Life) (Produit par Miller Time)                          | Just as Long as We Have Love de Wilbert Longmire               | 2:54  |
| 9.  | Take Care of Me (Produit par Precision)                            |                                                                | 3:41  |
| 10. | I'm Back (featuring El Shaber – Produit par Buckwild)              | Loving You the Second Time Around d'Eddie Kendricks            | 3:12  |
| 11. | Hustler (featuring Animal et Trav – Produit par Chop D.I.E.S.E.L.) | I'm a Bachelor des Temptations                                 | 4:08  |
| 12. | Rebirth (Produit par Buckwild)                                     | Important Project de Keith Mansfield                           | 2:00  |
| 13. | Aziatic (Outro) (Produit par Chop D.I.E.S.E.L.)                    | Life's a Bitch de Nas featuring AZ et Olu Dara Doe or Die d'AZ | 0:57  |
| 14. | Doing Me (Produit par Big Joe)                                     |                                                                | 3:48  |